# Ophiomyia melandryi
Ophiomyia melandryi är en tvåvingeart som beskrevs av de Meijere 1924. Ophiomyia melandryi ingår i släktet Ophiomyia och familjen minerarflugor.
Artens utbredningsområde är Nederländerna. Inga underarter finns listade i Catalogue of Life.